# Gustav Papež
Gustav Papež (3. července 1863 Strakonice – 2. listopadu 1945 Praha) byl český architekt a stavitel, který působil převážně v Praze, od roku 1893 jako samostatný stavitel a dále architekt-projektant.

Dům Vinohradská 22, čp.1233

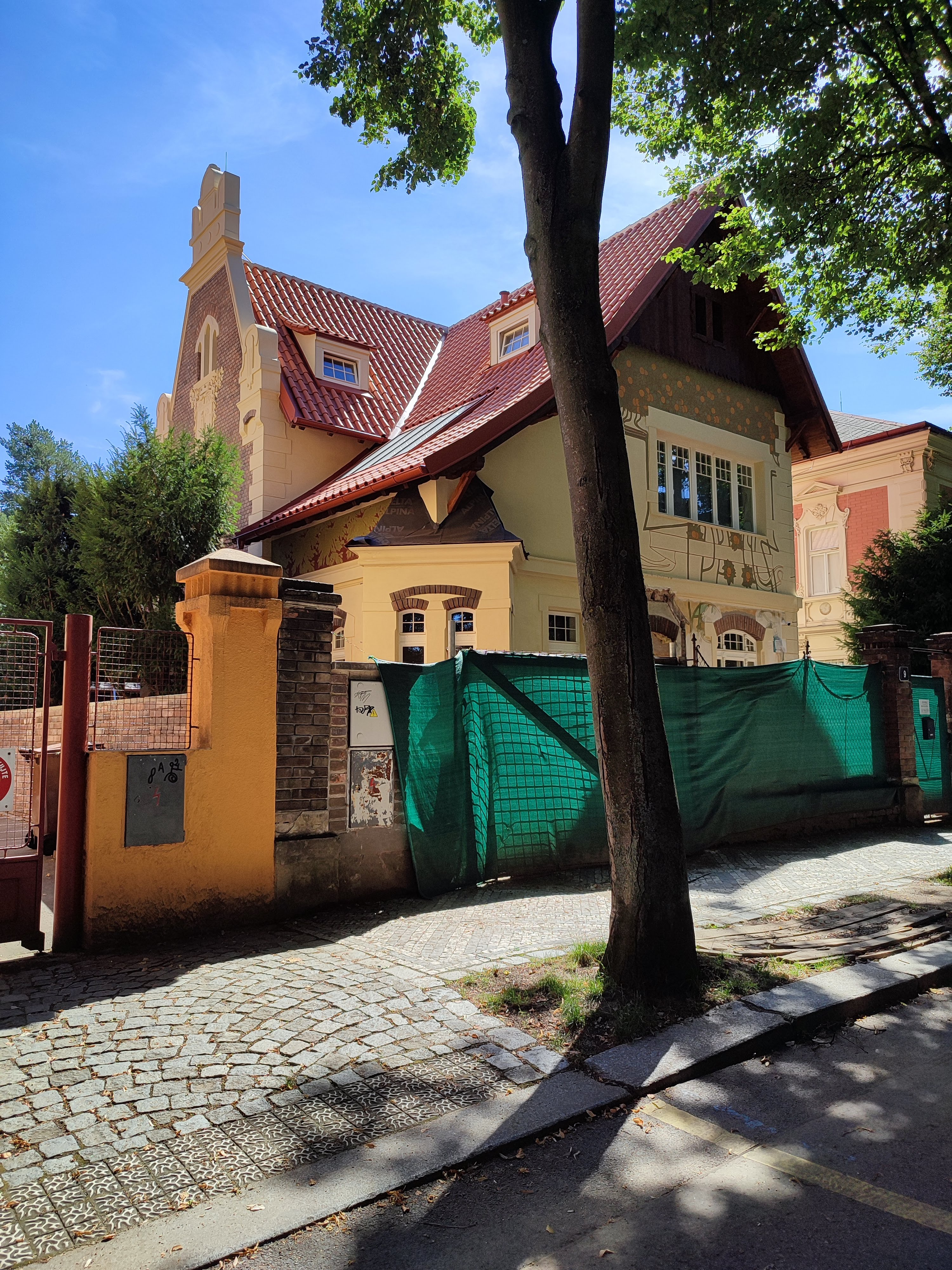
Vila ve Slavíčkově ul. 9, Praha-Bubeneč

## Život a kariéra
Narodil se ve Strakonicích do rodiny ševcovského mistra Josefa Papeže a Juliany, rozené Šopfové.. Při studiu architektury a stavitelství na ČVUT se v roce 1883 stal stavebním asistentem. Roku 1893 obdržel od českého místodržitelství povolení k samostatnému podnikání a pražské měšťanské právo. V dostupných zdrojích jsou evidovány jeho stavby z doby do první světové války. O jeho pozdějším životě a činnosti není nic známo.
Navrhoval především nájemní domy a vily ve stylu pozdního historismu, na fasádě eklekticky rozvíjející štukovou dekoraci buď novobaroka, nebo novogotiky. Na některých stavbách na přání objednavatele zdobnosti ubývá ve prospěch střízlivého designu secese, například na bubenečské vile pro malíře Karla Říhovského.

## Dílo (výběr)
- Novobarokní palác a nájemní dům U půjčovny 9, čp. 1274/II, Praha 1 – Nové Město (1893–1894); nyní sídlo Vyšší a střední školy textilních řemesel
- Nájemní dům, Chodská / Slezská čp. 1009/XII., Praha 2 – Vinohrady (1898)
- Secesní vila malíře Karla Říhovského, Slavíčkova 9, čp. 173/XIX., Praha 6 – Bubeneč (1899–1900)[4]
- Nájemní dům s novogotickou fasádou, Vinohradská 22 (nároží Italské ulice) čp. 1233/XII., Praha 2 – Vinohrady (1902–1903)
- Nájemní dům s novogotickou fasádou, čp. 227/II., Masarykovo nábřeží 34, Praha 2 – Nové Město (1906–1907), bydlel zde spisovatel dr. Servác Heller
- Nájemní dům s novogotickou fasádou čp. 1648/II., Masarykovo nábřeží 36 / Na struze 1, Praha 2 – Nové Město (1906–1907)